# Ephemerum spinulosum
Ephemerum spinulosum là một loài rêu trong họ Ephemeraceae. Loài này được Bruch & Schimp. mô tả khoa học đầu tiên năm 1860.